# Aleksàndrovka (Atkarsk)
Aleksàndrovka (en rus: Александровка) és un poble de l'óblast de Saràtov, a Rússia, segons el cens del 2021 tenia 50 habitants. Pertany al districte municipal d'Atkarsk.